# Antarktiszi-félsziget

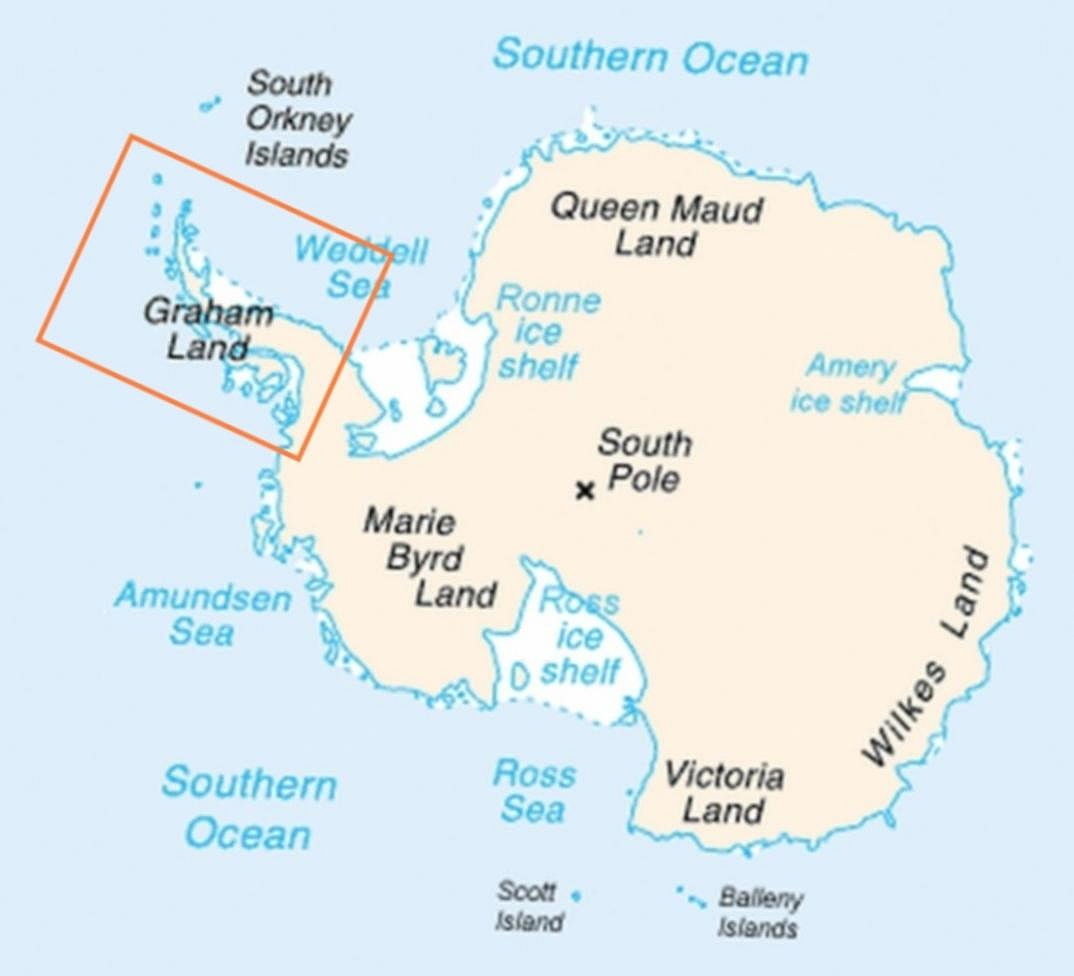
Az Antarktiszi-félsziget elhelyezkedése Antarktiszon

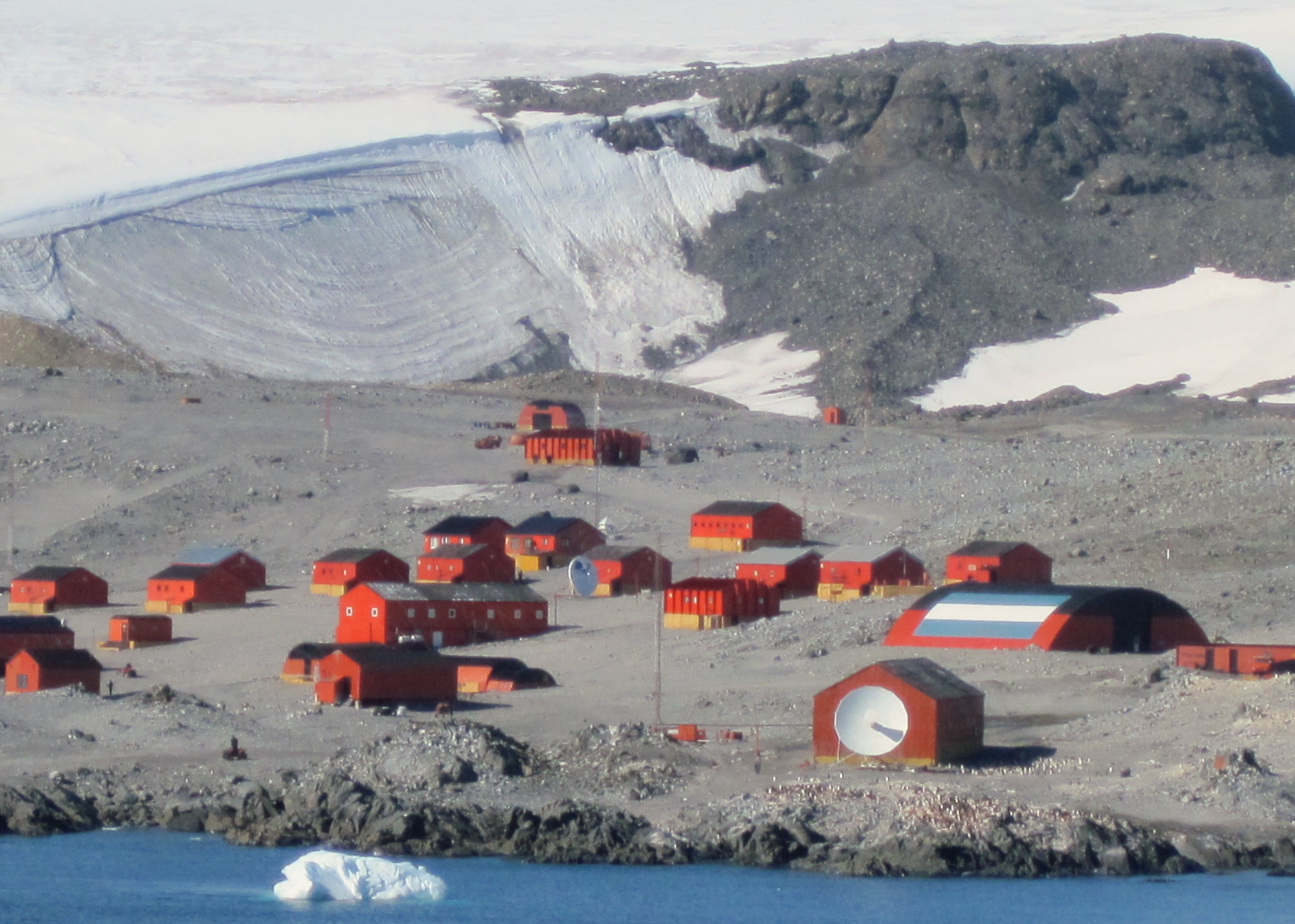
Az argentin Esperanza kutatóállomás

Az Antarktiszi-félsziget az Antarktisz legnagyobb félszigete, ami a kontinens északnyugati részén nyúlik ki az Atlanti-óceán és Dél-Amerika irányába. Mivel vita tárgya, hogy ki fedezte fel, ezért kapta a semleges Antarktiszi-félsziget nevet. A félsziget déli, kontinens felőli részének neve Palmer-föld, az északié Graham-föld. A félsziget egykor „hidat” alkotott az Antarktisz és Dél-Amerika között.
Az Antarktiszi-félszigetet a magas hegyek uralják. A félsziget 80%-án az andokbelivel azonos, a kréta-harmadkor korszakok határán képződött gránit és gabbró található meg, így a hegyek a dél-amerikai Andok folytatásai. A déli Palmer-föld 250 km-nél hosszabb, a Weddell- és a Bellingshausen-tenger között helyezkedik el, itt a jégréteg 2000 m magasan elhelyezkedő fennsíkot alkot. A Graham-föld hossza 800 km, de egyes részein csak 40 km széles. Fjordok szegélyezik, és a magas hegyekből a keleti és a nyugati oldalon egyaránt gleccserek törnek a tenger felé.
A félszigetet szoros és csatornák választják el a számtalan környező szigettől. A nagyobb szigetek közül a közelében fekszik - a Bellingshausen-tengerben - a Bellingshausen által felfedezett I. Sándor-sziget, ami majdnem egész évben a tenger felszínén lévő jéggel van elválasztva a szárazföldtől, és a tőle nem messze lévő Charcot-sziget is. Az I. Sándor-sziget és a Palmer-föld közötti VI. György-selfjég az 1940-es években 40–56 km-t hátrált. A Palmer-föld közelében fekszik még a Latady-sziget is. Az északi Graham-föld csúcsánál helyezkednek el a Déli-Shetland-szigetek és az Adelaide-sziget a Drake-átjáró felé, míg a Weddell-tenger felőli oldalon a Joinville-sziget és a James Ross-sziget.
A Palmer-föld részét képezi a hatalmas Larsen-selfjég is, mely a Weddell-tenger felőli oldalon helyezkedik el. A félszigeten több kutatóállomás is található, így például a félsziget északi csúcsán az argentin Esperanza, ahol az első Antarktiszon született ember, Emilio Palma is született 1978-ban, a chilei General O'Higgins. Az Adelaide-szigeten az angol Rothera kutatóállomás működik, vele „szemben” a Barry-szigeten pedig a szintén argentin San Martín kutatóállomás. A félsziget csúcsánál lévő Déli-Shetland-szigeteken is több kutatóállomás található.